# Атман
А́тман (санскр. आत्मन्, IAST: ātman, пали atta, «самость», «дух», «Я») — одно из центральных понятий индийской философии и религии индуизма: вечная, неизменная духовная сущность, абсолют, осознающий своё собственное существование. Термин используется для описания высшего «Я» человека и всех живых существ. Атман локализуется внутри сердца, согласно Упанишадам. После «пробуждения» человек сознаёт себя как «Атма» (Истинное Я) — «я не это, я ТО», «я есмь Абсолют, и я это знаю» — Абсолют (человек) осознаёт своё существование. В качестве высшего субъективного начала, «абсолютного сознания», Атман соотносится с верховным объективным принципом, «абсолютным бытием» — Брахманом, в предельном случае отождествляясь с ним.

## Значение слова «атман»
В общеязыковом значении санскритское слово «ātman» — это имя существительное мужского рода, функционирующее как возвратное местоимение «себя» («себе», «собою»). В отличие от возвратного местоимения в русском языке, «ātman» может иметь форму именительного падежа «ātmā», которая переводится обычно как «сам» (англ. Self, нем. Selbst, фр. Soi, фарси khudī). Субстантивированная форма — «самость». (Устоявшаяся в употреблении словоформа «атман» соответствует звательной форме в эпическом и классическом санскрите.)
Фундаментальный словарь «Vachaspatya: A Comprehensive Sanskrit Dictionary: In 10 parts», Part III. Calcutta, 1873, дает следующие значения слова «ātman»: 1) svarūpa — «природа, натура»; 2) yatha — «усилие»; 3) deha — «тело»; 4) manas — «ум, внимание»; 5) buddhistha nīja — «нечто свое, находящееся в месте интеллекта»; 6) buddhi — «ум, интеллект»; 7) vahni — «огонь»; 8) vāyu — «ветер»; 9) jīva — «душа»; 10) brahman — «абсолютное». Индолог А. В. Парибок отмечал, что «увидеть за всем этим единое первоначальное значение не представляется никакой возможности» без понимания обиходного значения этого слова. Если, смотрясь в зеркало, русскоязычный человек скажет: «Я вижу себя в зеркале», то говорящий на санскрите может сказать: «Я вижу атмана в зеркале (ātmanām ādarśe paśyāmy)». Кроме того, любой Имярек имеет те или иные мнения, убеждения, переживания об Имяреке. Это делает понятным прием, который применил жрец богов Брихаспати в «Чхандогья упанишаде», части VIII, гл. 7 — 8, обучая своих божественных учеников. Дэва Индра и асура Вирочана сказали Брихаспати, что хотят найти и познать ātmanām (то есть себя). Тогда Брихаспати подвел их к сосуду с водой и велел посмотреться в зеркало поверхности воды. Затем Брихаспати пояснил: то, что они видят, — это ātmā. «И они удалились с успокоенным сердцем.»
После размышлений Индра нашел, что этот атман неудовлетворителен, поскольку может быть изувечен и «гибнет вслед за гибелью этого тела». И вернулся к наставнику за разъяснением. «Таков и есть этот атман», — сказал Брихаспати и предложил другой вариант: блаженное существо, которое движется во сне и является субъектом сновидения, — это атман. Индра остался неудовлетворен ответом, так как этот атман может переживать тревоги и неприятности. Брихаспати подтвердил правильность такого вывода и сказал: субъект глубокого сна без сновидений — это атман. Индра снова остался не удовлетворен: этот атман не знает ни себя (ātmanām), ни других существ. И тогда Индра получил от Брихаспати заключительное объяснение: бессмертная и бестелесная сущность, субъект познания — это атман.
В самом широком смысле ātmā кого-то или (реже) чего-то есть то, что делает этого некто или это нечто самим собою, то есть суть, сущность, самоотождествленность. В упанишадах развилось общекатегориальное философское значение: рефлексия, положенная как нечто сущее.

## В Ведах
Ф. И. Щербатской отмечал: «Идея бессмертной души в нашем понимании, духовной монады, простой, несоставной, вечной, нематериальной субстанции не совсем знакома ведам, будучи включенной из более старых упанишад». По замечанию Е. А. Торчинова, «...арии, судя по ведическим текстам, не знали ничего похожего на идеи перерождений и освобождения, делили мир на три части и стремились после смерти оказаться или на небесах богов (сварга), или в связанном с луной мире предков».
Слово «атман» появляется впервые в «Ригведе», где обозначает ветер и дыхание. «Атман» происходит от корня «ан» — «дышать». Вплоть до Упанишад представление об атмане смешивалось с двумя понятиями: «прана» — «жизненная сила, особенно сконцентрированная в дыхании», и «манас» — «интеллект». Атман также мог сближаться с понятием «верховного мужа» (Пуруша) и означать «дух, оживотворяющий всю Вселенную». В гимнах «Атхарваведы» атман предстает как «личное „я“, являющееся отражением Брахмана в человеке». Кроме того, в ведийских текстах слово «атман» употреблялось как местоимение «я», «себя» и в значении «тело». С ростом спекулятивного знания в Индии атман начинает пониматься как «одушевляющее и организующее начало, отличное от физического тела». Учение об атмане получило оформление в Упанишадах, где атман — духовная сердцевина, коренящаяся во всех «сознающих» существах.

### В Упанишадах
Согласно Упанишадам различают индивидуальный Атман и высший Атман. Так, в «Мандукья-упанишаде» есть следующий стих: «Не имеет частей четвёртое [состояние] — неизречённое, растворение проявленного мира, приносящее счастье, недвойственное. Так звук Ом и есть Атман. Кто знает это, проникает [своим] Атманом в [высшего] Атмана».
В Айтарея-упанишаде Атман создаёт миры (1.1.1) и отождествляется (3.2,3) с Брахманом, Индрой, Праджапати, пятью махабхутами (великими первоэлементами), различными качествами, всем «что дышит, и движущееся [по земле], и летающее, и неподвижное», познанием. Он — «тот, благодаря которому видят, благодаря которому слышат, благодаря которому обоняют запахи, благодаря которому произносят речь, благодаря которому распознают сладкое и несладкое».
В Брихадараньяка-упанишаде (1.1.4) Атман в виде пуруши становится «таким, как женщина и мужчина, соединённые в объятиях», разделяется на две части и так появляются супруг и супруга. Атман называется миром всех существ, состоит из речи, разума и дыхания (1.1.5), при этом «речь — этот мир, разум — воздушное пространство, дыхание — тот мир., .. разум — отец, речь — мать, дыхание — потомство». Жизненные силы, миры, боги и все существа выходят из Атмана как паутина из паука, или искры из пламени (1.2.1). Говорится, что брахманство, кшатра, боги, миры и существа оставляют того, кто считает их отличным от Атмана (1.2.4). «Подобно тому, как все спицы заключены между ступицею колеса и ободом колеса, так все существа, все боги, все миры, все дыхания, все Атманы заключены в этом Атмане» (1.2.5). При этом Атман отличен от природных стихий, существ, чувств, и познания, в которых он находится (1.2.7). Атман «непостижим, ибо не постигается, неразрушим, ибо не разрушается, неприкрепляем, ибо не прикрепляется, не связан, не колеблется, не терпит зла».
В Упанишадах прослеживается соответствие четырёх онтологических уровней реальности, восходящих от множественности к единому, четырём состояниям человеческой психики, связанным с постепенным освобождением от авидьи, неведения. Телесному космосу (Вират) соответствует состояние бодрствования, Атман называется в нём Вайшванара. С «тонким» миром «золотого зародыша», то есть совокупности всех душ (Хираньягарбха), соотносится сон со сновидениями, Атман носит имя Тайджаса. Третий уровень — это глубокий сон без сновидений, Атман именуется Праджня, в макрокосмическом плане с ним коррелирует Ишвара, верховный Господь. Четвёртое состояние Атмана, Турия, полностью свободно от различения субъективного и объективного и, вообще, от каких-либо «позитивных» ограничивающих определений.

## В веданте
Веданта — влиятельная система древнеиндийской религиозно-философской мысли, признающая высший авторитет Вед и являющаяся основой индуизма. Веданта представляет собой совокупность школ, разрабатывающих учение о брахмане и атмане: тождество абсолюта (брахмана) с познающим субъектом (атманом), индивидуальной душой. Первой по времени школой, сложившейся в рамках веданты, была адвайта. В адвайта-веданте Атман понимается как чистое сознание (чайтанья), лишённое атрибутов и частей. Феноменальный мир возникает в результате «наложения» (адхьяса) иллюзорной (майя) видимости (виварта) на единственно подлинную и неизменную действительность Атмана. Ряд других школ веданты признаёт определённую реальность множества атманов, зависимых от верховного из них, персонифицированного Бога (Ишвары). Соотношение реальности и иллюзорности (майя) на разных уровнях психологического состояния раскрывается в учении о четырех состояниях психики: бодрствование, сон со сновидениями, глубокий сон, запредельное состояние (атман).
В истории развития веданты выделяют три стадии: 1) Упанишады — умозрительное истолкование Вед и формирование основных понятий веданты: брахман и атман, пуруша, пракрити, джняна, майя и др. 2) «Брахма-сутра» — более строгая систематизация упанишад, обоснование высшей реальности брахмана, его отношения к явленному миру и индивидуальной душе (атману). 3) Многочисленные комментарии к «Брахма-сутре», формирование трех основных направлений веданты, различающихся решением вопроса об отношении брахмана и атмана.
В адвайта-веданте (последовательном монизме) Шанкары Брахман выступает в качестве единой и единственной реальности. Индивидуальная душа (атман) и душа Вселенной (брахман), «Я» и мир, субъект и объект слиты воедино. Множественность иллюзорна (майя), она обусловлена незнанием (авидья), магической силой майи, заключенной в Брахмане, и разными видами изменения субстанции (виварта).
В вишишта-адвайта-веданте (ограниченном монизме) Рамануджи также признается тождество «я» (атман) и Бога (брахман). В то же время монизм вишишта-адвайты ограничен присутствием различий (вишеша, вишишта): при общем тождества атмана и брахмана существует множество реальных душ (чит), наделенных сознанием, и материя (ачит), не имеющая сознания. Вишишта-адвайта оспаривает учение адвайта-веданты об иллюзорности (майя): мир создан Богом и столь же реален, как Он.
В двайта-веданте (дуалистической концепции) Мадхвы различаются независимая (сватантра) и зависимая (паратантра) реальности. Сватантра считается брахманом, Творцом Вселенной. Душа (атман) и мир подчиняются брахману, зависят от него, основаны на нем, и тем не менее они не могут быть сведены к божественному брахману. То есть они рассматриваются как эманация брахмана или объясняются как иллюзия (майя). Двайта-веданта настаивает на существовании пяти основных различий: Бога и индивидуальной души, Бога и материи, души и материи, одной души от другой, разных частей материи.
Веданта развивала учение о переселении душ (санскр. пунарджанма, греч. метемпсихоза). 

## В ньяя-вайшешике
Ньяя-вайшешика — это синкретическая школа, возникшая в результате соединения (с XII в.) двух  ортодоксальных ведийских (астика) традиций (даршан) ньяи и вайшешики, которые широко использовали доктрины друг друга. По мнению традиционных индийских авторов и современных исследователей, ньяя и вайшешика — близкие традиции, составившие «тандем», где ньяя играла роль логики и эпистемологии, а вайшешика — онтологии и доктрины категорий.
В ньяя-вайшешике считают Атман, или индивидуальную душу, одной из девяти субстанций (дравья). Другие восемь субстанций: земля, вода, огонь, ветер (махабхуты), пространство (акаша), ум (манас), время (кала), направление (диш). Сознание возникает при соединении Атмана с манасом, то есть рассудком. Согласно Аннамбхатте, мыслителю ньяя-вайшешики (около XVII в.), духовные субстанции атман и манас выступают субстанциальными причинами индивидуальных психик — производных субстанций, не имеющих самостоятельного бытия. Аннамбхатта вывел из ортодоксального положения о бескачественности и вечности атмана три базовые принципа: субстанциальность (дравьятва), несводимость части и целого (аваява-аваяви-бхеда), несводимость свойства и его носителя (дхарма-дхарми-бхеда). Следствием этих принципов стало положение о существовании «чистой субстанции», отличной от качества (гуна), действия (карма) и производной субстанции. Такими «чистыми» субстанциями считались атман и манас, всегда присутствующие в качестве таковых в индивидуальных психиках.
Главным постулатом ньяя-вайшешики относительно субъекта является то, что для ментальных феноменов (разума, счастья и страдания, желания и отвращения, усилия) необходим некий субстрат. Этот субстрат — вездесущий, вечный и неизменный атман, который отличен от ума (манас) и органов чувств (индрии). Ментальные феномены в системе ньяя-вайшешики считаются «качествами» (гуны). По данной тематике шла полемика между ньяя-вайшешиками и буддистами, которые считали, что у вре́менных и изменчивых ментальных феноменов не может быть вечного неизменного субстрата.

## В санкхье
Атман в санкхье, как и в йоге, часто называется пурушей (puruṣa — букв. «муж»); это вечный бездеятельный свидетель материальных и психических процессов, чистое бессодержательное сознание. В санкхье признается множество «я» (атманов, пуруш), каждое из которых связано с определенным телом и не связано с другими «я» (атманами, пурушами). Множественность пуруш вытекает из следующих соображений:
- Разные индивиды рождаются и умирают не одновременно. И, например, слепота и глухота у одного не предполагает того же у всех других. Если бы одно и то же «я» (атман, пуруша) принадлежало всем индивидам, то рождение или смерть одного вызывала бы рождение или смерть других, а слепота или глухота одного сделала бы слепыми или глухими всех остальных.
- При наличии только одного пуруши для всех живых существ активность любого из них должна была бы приводить к активности всех других. Но в действительности, когда одни спят, другие энергично действуют.
- Все существа — мужчины и женщины, боги, звери, птицы и т. д. — отличаются друг от друга. Если бы все существа обладали одним «я», то этих различий не было бы[24].

В своей классической форме санкхья отвергает идею об абсолюте и не придерживается теизма (классической санкхьей считается доктрина, изложенная Ишваракришной в «Санкхья-карике» ок. V в.). В этом учение санкхьи не совпадает с учением йоги, где постулируется божество Ишвара в качестве «особого пуруши» (пуруша-вишеша). Ишвара неуязвим для воздействия кармических последствий совершённых ранее действий, в отличие от «рядовых» духовных субъектов (пуруш).
Основным способом построения философии санкхья было расширение сферы объекта за счет границ субъекта, которое предполагает многомерность оппозиции объекта и субъекта. Отношение объекта и субъекта имеет по меньшей мере три уровня. На первом уровне субъекту как одушевленному телу противостоит весь остальной, пространственно отделенный от него внешний мир. На следующем уровне объект включает в себя и внешний мир, и тело познающего субъекта, а субъект ограничивается только феноменами сознания: чувствованиями, представлениями, волениями и т. д. Наконец, на последнем уровне объект включает в себя внешний мир, одушевленное тело, феномены сознания, а субъект предельно сужается, и от него остается только чистый «свидетель» (санскр. сакшин). Таким образом, можно выделить три «я»: «психофизическое», «психологическое» и «чистый субъект» (пуруша). (В конце XIX в. к похожему выводу пришел немецкий философ Г. Риккерт в работе «Предмет познания»).
Классическая санкхья — школа онтологического дуализма (двайта): основами мироздания выступают пуруши — духовное начало, которое совершенно пассивно, не действует, не мыслит, не имеет желаний, эмоций — и пракрити — материальное начало, динамичная, непроявленная субстанция, которая до начала космогенеза содержит в себе потенциально всё мироздание. Пуруши и пракрити ничем и никем не порождены, вечны и независимы. Причиной и началом космогенеза в санкхье считается контакт между совокупностью пуруш и пракрити. Созидание вселенной обуславливается тем, что пуруши выводят из равновесия гуны, составляющие пракрити.
Санкхья подвергалась критике со стороны основателя адвайта-веданты Шанкары. Его основные претензии состояли в том, что непонятно, как совершенно пассивный и ни к чему не причастный пуруша может воздействовать на пракрити, как он может «закабаляться», и от чего ему следует «освобождаться».
Д-р философии Д. Чаттопадхьяя отмечал, что философия санкхьи в том виде, в котором она дошла до нас, являлась дуалистичной: кроме «изначальной материи» (пракрити, прадхана), она признавала множество пуруш. Причем пуруши характеризовались как вторичные (апрадхана) и пассивные (удасина), и поэтому не играли роли в эволюции вселенной. Вселенная могла эволюционировать из «изначальной материи» (пракрити) только благодаря присущей ей «собственной природе» (свабхава). Изучив тексты, созданные во времена доклассической санкхьи (до V в.) и содержащие описание ее учения («Брахма-сутра», между II в. до н. э. и II в.; «Чарака-самхита», I — II вв.), и комментарии к ним, он пришел к выводу, что в древней санкхье «душа» (пуруша) являлась «продуктом пракрити, а не чем-то сосуществующим с пракрити, как считалось в позднейшей санкхье». И древний вариант санкхьи можно определить как «доктрина изначальной материи» (прадхана-вада, прадхана-карана-вада), противоположность веданте — «доктрине Брахмана» (брахма-вада, брахма-карана-вада). По мнению Д. Чаттопадхьяи, «концепция пуруши как чистого сознания и, следовательно, как чуждой и обособленной от материи субстанции» могла быть «введена в санкхью вследствие роста престижа мыслей Упанишад». И «после введения этой концепции санкхья превратилась в узел противоречий». «Концепция освобождения» (мокша) вероятно также «была заимствована из Упанишад, и в результате санкхья лишилась элементарной внутренней последовательности».

## В буддизме
«С буддийской точки зрения не может быть и речи ни о вещах в себе, ни о „я“ в себе.» «Теория несуществования души» (анатма, анатмавада) — одно из наиболее важных положений философии буддизма. Данная теория отрицает существование целостного субстанциального атмана, и субъект рассматривается в ней как поток (сантана) последовательных состояний (дхарм); каждое из состояний зависит от непосредственно предшествующих условий и, в свою очередь, порождает следующее состояние. Целостность жизненного потока основана на причинной связи, охватывающей все его состояния. Это положение вытекает логически из двух других важных положений буддизма: всеобщей изменчивости (анитья) и обусловленного существования (пратитья-самутпада, двенадцатичленная формула бытия). Учение Будды об отсутствии в живых существах (саттва) вечной и неизменной «самости» можно определить в терминах европейской философии как редукционизм и антисубстанциализм.
Одна из ранних школ буддизма «ватсипутрия» следовала «учению о личности» (пудгала-вада), согласно которому личность (пудгала) не тождественна группам элементов (пяти скандхам), из которых состоит жизненный поток (сантана), но и не отлична от них: она не в них, и в то же время не вне их. Однако, с точки зрения ортодоксального буддизма (см. тхеравада), личность (пудгала) — не более, чем условное обозначение, «именование» мгновенной конфигурации психических и физических элементов (дхарм), составляющих поток (сантана).
Согласно философской школе «мадхьямака» буддизма махаяны, «я» (познающий), объект (познаваемое) и познание взаимозависимы. Мадхьямака провозгласила обусловленный характер всех вещей, из-за которого невозможно установить их собственную природу (свабхава). Каждое свойство вещей обусловлено чем-то другим. И ни одна вещь, ни одно явление не имеет своего независимого, неизменного, абсолютного свойства. Поэтому невозможно описать безусловно правильно какой-либо феномен. Это дает основание трактовать мадхьямаку как разновидность релятивизма (метафизической абсолютизации относительности).
Позднее в рамках махаяны были созданы доктрины, сближающиеся с первоначально отвергнутым атманом: в мадхьямаке возникла концепция «природы Будды» (татхагата-гарбха), в йогачаре — идея «сознания-хранилища» (алая-виджняна), вместилища всех впечатлений (васана). Однако алая-виджняна, в отличие от атмана, рассматривалась не как неизменная сущность, а как элементы изменчивого потока ума (читта-сантана). «Природа Будды» понималась как подлинная, неизменная и вечная природа всех существ, залог их освобождения независимо от того, на каком уровне существования они находятся (см. шесть миров, лока).
В трактате «Рассмотрение источника сокровища [Будды]» (Ратнаготра-вибханга, около III в.) татхагата-гарбха идентифицируется с «„таковостью“, смешанной с загрязнениями», дхарма-кая — с «„таковостью“ без загрязнений», «таковость» (татхата) определяется как «высшая истина, воспринимаемая совершенной мудростью», и дхарма-кая признается существующей внутри каждого индивида. В йогачаре произошло сближение терминов «татхагата-гарбха» и «алая-виджняна». Учение о татхагата-гарбхе было усвоено буддизмом Китая. Здесь оно преобразовалось в теорию «изначального пробуждения», стало основой ведущих школ китайского буддизма (хуаянь-цзун, тяньтай-цзун, чань), а затем и всего дальневосточного буддизма. В Тибете концепция татхагата-гарбхи представлена учением дзогчен и школой джонанг. Следует отметить, что концепция татхагата-гарбхи свидетельствует о монистической тенденции в развитии махаяны и противоречит фундаментальным буддийским доктринам непостоянства (анитьята) и бессубъектности (анатмавада).
Однако эти махаянские «самоподобные» концепции не являются ни «я», ни чувствующими существами, ни душой, ни личностью.
В махаянской «Махапаринирвана-сутре» атман является одной из характеристик истинной реальности (см. также два уровня истины), наряду с чистотой (шубха), блаженством (сукха) и постоянством (нитья). 
Однако "атман", в махаянской «Махапаринирвана-сутре», внутриконцептуально вовсе не является атманом Индуизма.
В мифологии поздней махаяны и ваджраяны возникла концепция «Первоначального будды» (Ади-будда). Ади-будда является персонификацией всех будда и бодхисаттв и считается символом духовного единства безначального бытия. Он рассматривается ка дхарма-кая, из него эманируют другие будды и бодхисаттвы. Концепция Ади-будды получила широкое распространение после распространения доктрины «колеса времени» (калачакра) в X — XI вв. В Тибете в качестве «первоначального будды» выступают Самантабхадра (в школе ньингма) и Ваджрадхара, в Китае и Японии — Вайрочана.
Однако в раннем буддизме уже присутствовали основные протомахаянские концепции.

## В джайнизме
Джайны не делают существенного различия между дживой и атманом. В джайнизме термин «джива» обозначает индивидуальную духовную субстанцию, атман, — сознательное, вечное, неуничтожимое, активное начало; сущность, обладающую по своей природе четырьмя атрибутами: правильным знанием, правильным ви́дением, правильной силой и правильным поведением. Знание (джняна) относится к предметам внешнего мира, ви́дение (даршана) трактуется как познание природы собственного атмана. Знание и ви́дение представляют собой два вида направленности (упайога) сознания (четана), которое присуще душе (джива). В философии джайнизма джива является одной из шести субстанций (дравья). Остальные пять субстанций относятся к категории «аджива»: пудгала, дхарма, адхарма, акаша, кала. Субстанции вечны и неизменны, так как постоянны в своей сущности, отличаясь разнообразием лишь в явлениях (парьяя).

Джайнизм возражает против теории единого Абсолюта и отрицает существование божественного творящего духа. «Сутра-кританга» приводит такие аргументы:
«Если бы была только одна душа, общая всем существам, их нельзя было бы распознавать одно от другого и они не могли бы испытывать разную судьбу; не было бы брахманов, кшатриев, вайшьев, шудр, насекомых, птиц и змей; все были бы людьми и богами. Мы одинаково должны были бы расценивать как тех, кто ведет предосудительную жизнь, так и тех, кто придерживается правильного поведения в этом мире».
Тем не менее каждая душа при достижении наивысшего совершенства становится «верховной душой» (Парам-атман). Освобожденный джива, свободный от материи, называется атманом. Атман понимается как джива, очистившийся и поднявшийся  до высочайшего духовного состояния, которое является чистым сознанием, не имеющим формы и не испорченным материей, негативным началом бытия.

## В чарваке (локаяте)
Чарвака (локаята) — материалистическая философия древней и средневековой Индии. Последователи этого учения отождествляли атман с живым телом: «Мой организм и есть я сам». Чарваки утверждали, что душа есть тело, обладающее сознанием, со смертью тела разрушается и душа. Их аргументом в пользу идентичности души и тела были такие самоопределения людей, как «Я толстый», «Я худой», «Я хромой» и т. д. С точки зрения чарваки (локаяты), существуют только четыре материальных элемента: земля, вода, ветер и огонь (махабхуты). Сами будучи бессознательными, они, соединившись особым образом, производят сознание. Это явление объяснялось через возникновение нового качества вследствие определенного сочетания элементов, не обладающих по отдельности данным качеством, и проводились следующие аналогии. В результате брожения безалкогольной бу́рой патоки мелассы (отхода от переработки сахарной свеклы) образуется алкогольный напиток. Не обладающие красным цветом бетель, известь и орех при жевании приобретают красный цвет. Поскольку сознание является эпифеноменом, побочным продуктом материи, то оно исчезает после разрушения тела.
Чарваки считали, что священные тексты — средство обогащения жрецов, религиозные обряды и ритуалы (см. также яджна, карма) — эксплуатация предрассудков толпы, реальный бог (ишвара) — царь (раджа), а реальное освобождение от воплощения (мокша) — физическая смерть.
Сочинения чарваки (локаяты) не сохранились, источниками служат высказывания в текстах представителей веданты, буддизма, джайнизма. Ведантист Садананда (ок. 1500 г.) в своем сочинении «Веданта-сара» упоминает о четырех школах локаятиков, разошедшихся в толковании души. Одна школа отождествляла душу с материальным телом, другая — с чувствами, третья — с дыханием, четвертая — с органом мышления.